# Luigny
Luigny település Franciaországban, Eure-et-Loir megyében. Lakosainak száma 423 fő (2022. január 1.). Luigny Miermaigne, Unverre és Moulhard községekkel határos.

## Népesség
A település népességének változása:
| Lakosok száma | 446  | 347  | 342  | 401  | 403  | 352  | 342  | 389  | 413  | 423  |
|               | 1968 | 1982 | 1990 | 2006 | 2013 | 2015 | 2017 | 2019 | 2020 | 2022 |